# Burg Billy

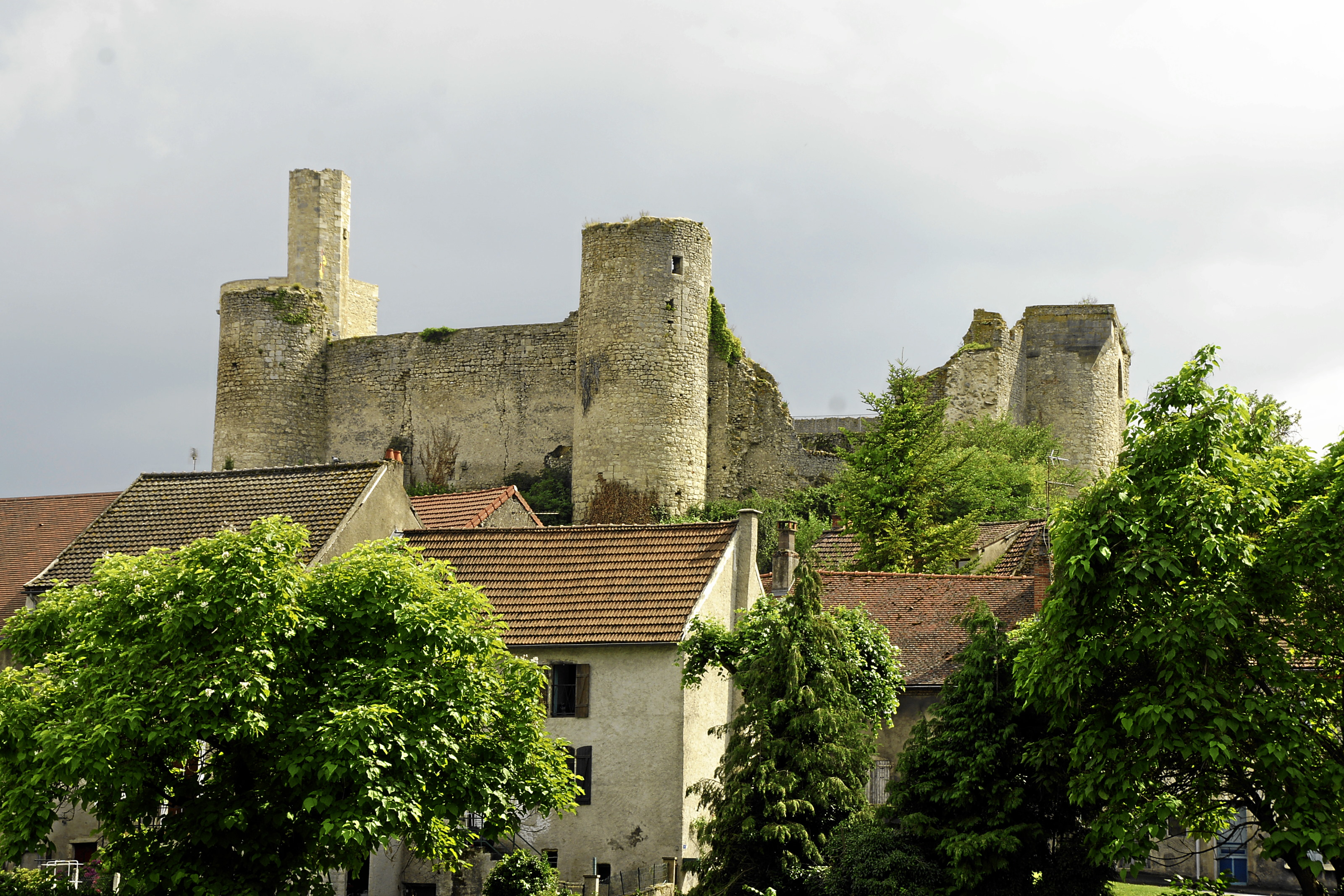
Burg Billy

Die Burg Billy (franz.: Château de Billy) ist eine aus dem Hochmittelalter stammende Festungsanlage, die sich in dem Ort Billy und in der Gemeinde Allier mitten in Frankreich befindet.

## Geschichte
Gebaut wurde die Burg von der Bourbonendynastie im 12. Jahrhundert. Sie war unter 17 anderen Burgen in der Bourbonen-Provinz die zweitgrößte. Bis zur Französischen Revolution 1789 blieb der Erbauer auch Eigentümer der Burg. Seit 1921 ist es vom französischen Kulturministerium als Monument Historique gelistet. Aktuell befindet sich die teilweise erhaltene Burg in Privatbesitz, ist aber noch der Öffentlichkeit zugänglich.

## Architektur
Die Hauptmauer hat einen ovalen Grundriss und ist mit sieben Halbrundtürmen besetzt. Dazu gibt es noch einen sechseckigen Wachturm, der auch als „La Guette“ bezeichnet wird. Dieser Wachturm überragt die Häuser der Stadt und die mittelalterlichen Straßen, die sich um die Burgmauer schlängeln. Dazu findet sich in der Hauptmauer auch ein schlossähnliches Eingangstor wieder. An der südlichen Ringmauer bietet der Wehrgang einen guten Blick auf das Alliertal. Die Kapelle der Verteidigungsanlage ist nur noch teilweise erhalten.